# Colibrí cuafalcat
Pampa pampa és una espècie d'ocell de la família dels troquílids (Trochilidae) conegut en anglès com "Wedge-tailed Sabrewing" (colibrí cuafalcat).

## Hàbitat distribució
Habita la selva humida i boscos al Yucatán, Chiapas, Guatemala, Belize i nord-est d'Hondures.

## Taxonomia
Considerada adés una subespècie de Pampa curvipennis, és ara considerada una espècie de ple dret, arran treballs recents.